# Argyranthemum tenerifae
La margherita del Teide (Argyranthemum tenerifae Humphries, 1976) è una pianta della famiglia delle Asteracee, endemica delle aree sommitali del monte Teide, sull'isola di Tenerife. Non è propriamente una margherita.

## Descrizione
È una specie arbustiva alta circa 50 cm, di forma più o meno globosa, con foglie ispide e capolini raggruppati in infiorescenze corimbose.